# Economisch nationalisme
Economisch nationalisme (ook wel economisch patriottisme of economisch populisme genoemd) is een economische ideologie die staatsinterventie in de economie prefereert boven alle andere marktmechanismen. De kerngedachte van economisch nationalisme is dat de economie nationalistische doelen moet dienen. Beleid dat vaak voorkomt wanneer regeringen economisch nationalisme toepassen zijn binnenlandse controle over de economie, arbeid en kapitaalvorming, zelfs als dit het opleggen van importheffingen en andere beperkingen vereist over het verkeer van arbeid, goederen en kapitaal. Ook zijn economische nationalisten vaak voorstanders van industriepolitiek.
Economische nationalisten verzetten zich tegen globalisering of trekken op zijn minst de voordelen van onbeperkte vrijhandel in twijfel en geven de voorkeur aan protectionisme. Voor economische nationalisten zijn markten ondergeschikt aan de staat en behoren ze de belangen van de staat te dienen (zoals het bieden van nationale veiligheid en het vergaren van militaire macht). De doctrine van het mercantilisme is een prominente variant van het economisch nationalisme. Economische nationalisten hebben de neiging om internationale handel te zien als een nulsomspel, waarbij het doel is om relatieve winst te behalen (in tegenstelling tot wederzijdse winst).
Economisch nationalisme heeft de neiging om de nadruk te leggen op industrialisatie, vanwege de overtuiging dat de industrie positieve spillover-effecten heeft op de rest van de economie, de zelfvoorziening en politieke autonomie van het land vergroot, en een cruciaal aspect is in het opbouwen van militaire macht. Economisch nationalisten zijn dan ook vaak voorstanders van het helpen van de lokale industrie met staatssteun en industriepolitiek.

## Filosofie
De filosofische grondslagen van economisch nationalisme zijn moeilijk te achterhalen vanwege de lange geschiedenis van de ideologie en haar unieke aantrekkingskracht op denkers, politici en politieke partijen van over het gehele politieke spectrum. De vier algemene pijlers van economisch nationalisme hebben politieke, culturele, economische en sociale wortels. De precieze invulling van deze vier pijlers (kunnen) verschillen per land.
In zowel Duitsland als Italië speelde Friedrich List een rol in de opkomst van het economisch nationalisme in de 19e eeuw. List bracht elementen van economische theorie en nationale identiteit samen. Hij stelde dat de kwaliteit van leven van een individu in correlatie stond met het succes van hun land. Ook was hij een bekende voorstander was van importheffingen in de Verenigde Staten. De ideeën van List over economie en nationalisme gingen rechtstreeks in tegen de economische theorieën van Adam Smith, aangezien List van mening was dat Smith de rol van nationale identiteit te veel verwaarloosde en voorstander was van een geglobaliseerde benadering die bepaalde complexiteiten van het politieke leven negeerde.
Etnisch nationalisme · Expansionistisch nationalisme · Romantisch nationalisme · Raciaal nationalisme · Cultuurnationalisme · Taalnationalisme · Sportnationalisme · Spiergebonden nationalisme · Nativistisch nationalisme · Religieus nationalisme · Postkoloniaal nationalisme · Antikoloniaal nationalisme · Burgerlijk nationalisme · Staatsnationalisme · Liberaal nationalisme · Economisch nationalisme · Revolutionair nationalisme · Nationaal-conservatisme · Bevrijdingsnationalisme · Linksnationalisme · Anarcho-nationalisme · Pan-nationalisme · Diaspora-nationalisme · Pandemisch nationalisme
extreemlinks · radicaal-links · links · centrum · rechts · radicaal-rechts · extreemrechts 

confessionalisme · christendemocratie · conservatisme · neoconservatisme · paleoconservatisme · islamisme

liberalisme · klassiek liberalisme · economisch liberalisme · conservatief-liberalisme · progressief liberalisme · neoliberalisme · libertarisme · groenliberalisme · geoïsme

anarchisme · syndicalisme · feminisme · ecologisme · ecofascisme · agrarisme · progressivisme 

marxisme · communisme · trotskisme · leninisme · stalinisme · maoïsme · socialisme · sociaaldemocratie · communitarisme

populisme · fortuynisme · solidarisme · nationalisme · linksnationalisme · fascisme · nationaalsocialisme